# Katrin Süss
Katrin Süss (* 12. März 1964 in Dresden) ist eine deutsche Künstlerin. Sie arbeitet in den Bereichen Stadtkunst, Grafik, Druckradierung, Radierung, Typografie, Collage, Malerei und Objektkunst. Süss lebt und arbeitet überwiegend in Dresden und Berlin.

## Leben und künstlerischer Werdegang
1979 wurde Katrin Süss erstmals durch die Werke Eberhard Göschels inspiriert. Sie studierte von 1983 bis 1986 Malerei und Grafik an der HfBK Dresden. Von 1986 bis 1990 studierte sie Grafikdesign in Berlin mit Diplom. Parallel war sie Schülerin bei Agathe Böttger, Christa Schuhmann, Wulff Sailer, Wolfgang Leber, Manfred Schubert, Manfred Paul sowie Katrin Hinz und Claus Weidensdorfer.
1994 entstanden erste Kreisobjekte aus Archivkarton und Japanpapier, die erstmals 2004 in einer Ausstellung im Museum Schloss Klippenstein zu sehen waren. Seitdem folgten Ausstellungen im In- und Ausland. Von 1996 bis 2001 absolvierte Süss ein Studium der Kunsttherapie am Institut für Interdisziplinäre Kunsttherapie bei Frances Dupierry, Institutsleiterin und Performerin aus Südafrika.
Für ihre Plakate wurde Süss neben zahlreichen internationalen Auszeichnungen 1998 von Graphis New York zu den wichtigsten Plakatdesignern gezählt. Von 2000 bis 2008 druckte Süss ihre Radierungen in der Obergrabenpresse Dresden bei Jochen Lorenz. Ebenfalls seit dieser Zeit lehrt sie als Dozentin Grundlagen für Gestaltung, Kommunikation, Medien und Typografie in Dresden, Berlin und Salzburg. 2007 entstanden, inspiriert durch ihre Dozententätigkeit als Typografin, erste Radierungen auf CDs und 2008 auf Schallplatten.
Nach einem Stipendium, das Süss 2009 nach New York City führte, entstand der gesamte New York Zyklus in Zusammenarbeit mit der Salomon Arts Gallery, NYC. Seit 2010 arbeitet sie mit der Grafikwerkstatt Dresden zusammen. Dort entstanden auch 2011 die ersten farbigen Schallplattendrucke, mit denen sie im gleichen Jahr zu einer Ausstellung ins Kulturrathaus Dresden eingeladen wurde und die aufgrund ihrer hohen Qualität und der geringen Auflage bei Sammlern großen Zuspruch finden.
Im Jahr 2011 konzipierte und organisierte Süss erstmals EU-geförderte Workshops zum Thema Symbolik, zu denen sich Künstler aus 17 Nationen in Dresden und Berlin zusammenfanden.
Ab 2015 wandte sie sich dem plastischen Arbeiten mit Metall zu und rückte typografische Studien und archaische Schriftzeichen in den Mittelpunkt ihres Schaffens. Im selben Jahr präsentierte die Künstlerin in der Ausstellung „Transformed Circles - Círculos Transformados“ in Dresden und auf Lanzarote erstmals Arbeiten aus gegossenem Stahl.
Die Ausstellung avancierte zu einem Erfolg und war unter anderem 2017 in der Salomon Arts Gallery in New York City zu sehen. Im gleichen Jahr waren Süss‘ Arbeiten Teil der Ausstellung „Hoch+Tief“ in der Galerie Sybille Nuett.
2018 realisierte Süss Ausstellungen in Königstein, eine davon gemeinsam mit Jürgen Schieferdecker. Zudem stellte sie auf der OSTRALE Biennale in Valletta, damals europäische Kulturhauptstadt, aus.
Im Jahr 2021 zeigte sie auf dem Festival #ArtSocial21 erstmals drei Kunstfilme.
Bekannt ist die Künstlerin auch für ihre jährlich erscheinenden Kunstkalender, der zuletzt im Jahr 2021 unter dem Titel „Marmor, Stein und Eisen“ erschien.

## Ausstellungen (Auswahl)
- 2000: Plakate, Schloss Klippenstein, Radeberg
- 2004: Kreise, Schloss Klippenstein, Radeberg und Schloss Pillnitz, Dresden
- 2011: Zeichen für immer, Kulturrathaus Dresden, Dresden
- 2015: Transformed Circles - Círculos Transformados, Tahíche
- 2017: Transformed Circles - Círculos Transformados, One Art Space & salomonarts, New York City
- 2018: Transformed Circles - Círculos Transformados, Gallery Shchukin & salomonarts, Washington DC
- 2019: PBWY Circles 19, salomonartsgallery, New York City
- 2019: SÜSSWaren, Berlin

## Werke (Auswahl)
- 2002: Sonnenrad, Japanpapier, Archivkarton, 150 × 150 cm
- 2003: Tronitzer Rad, Japanpapier, Archivkarton, 230 × 210 cm
- 2008: Zeichen, heute, Kaltnadel auf Bütten, Auflage 1/1, 29 × 29 cm
- 2009: Manifest Cesar Manrique, Hochdruck auf Bütten, EA, 29 × 29 cm
- 2009: Weisse Rose, Tief- und Hochdruck auf Bütten, SD, 35 × 39 cm
- 2011: Imagine, Tief- und Hochdruck auf Bütten mit farbiger Tusche, Auflage 1/1, 38 × 41 cm
- 2011: Bob Dylan’s Mystic Garden, Tief- und Hochdruck auf Bütten mit farbiger Tusche, Auflage 1/1, 38 × 41 cm
- 2015: Erstarrtes Fließen, Stahlguss, ca. 30 × 30 cm
- 2015: Transformed Circles, Stahlguss poliert, ca. 400 × 400 cm
- 2017: One Night in Dresden, Tusche und Ölfarben auf Japanpapier, 150 × 150 cm
- 2017: Odyssee im Weltraum (1968, S. Kubrick), Radierung auf Bütten, 33 × 36 cm
- 2018: Typos und Topos, Stahlguss poliert, ca. 400 × 400 cm